# 蔵王猿倉
蔵王猿倉（ざおうさるくら）は、山形県上山市にある広場である。蔵王山の中腹に位置する。

## 概要
蔵王エコーライン沿いに位置する。”水と緑をテーマに 自然色あふれるエリア”がキャッチコピー。
かつては蔵王鉱山で、主に硫黄を採掘していた。1963年（昭和38年）に閉山され、その跡地を利用したものである。

## 施設概要
- 蔵王猿倉つり堀
- 蔵王猿倉レストハウス
- 蔵王坊平アスリートヴィレッジ猿倉地区
  - My Casnvas... みんなの広場
- 蔵王猿倉山菜・高原野菜市場
- 蔵王猿倉トライアルコース
- 蔵王猿倉スキー場

## 蔵王猿倉スキー場
蔵王猿倉スキー場（ざおうさるくらスキーじょう）は、蔵王猿倉内にあるスキー場である。冬季期間中営業しており、あらゆるレベルのゲレンデが存在する。

### 概要
山形県のスキー場で初めて人工降雪機を設置したスキー場である。そのため、雪不足などといった問題など関係なく楽しめる。位置的にも天候が安定している場所に存在しており、強風といった影響でのリフトの運休なども滅多にない。
スキースクールなども実施されており、スキーやそりの貸し出しも行っている。なお、家族向けに設計されている安全なスキー場であるため、全国で唯一スノーボードの使用は全面禁止である。他にも、小さな子供も安心して楽しめるように配慮している。
「猿倉スキーこどもの日」や各種大会と言ったイベントも実施されている。

### 来歴
- 1977年5月 - 蔵王猿倉スキー場開発に着手
- 1983年11月 - 山形県のスキー場で初となる「人工降雪機」を設置

### ゲレンデ
- Aコース◎
- 中央ゲレンデ◎
- 鈴が沢コース
- 振り子沢コース
- かもしかコース
- チャンピオンコース

◎…ナイター設備
※スキーコースと分離したところにそりの専門コースが設けられている。

### 営業時間
- 通常営業：8:30〜17:00
- ナイター営業：17:00〜21:00

### 休業日
- 基本、無休だが、索道の整備点検日は休業となる。

## 所在地
- 〒999-3113 山形県上山市蔵王字蔵王山2843-1

## アクセス
- 山形上山ICから約30分。（国道13号、山形県道12号経由）
- 山形蔵王ICから約40分。（国道286号、国道13号、山形県道12号経由）
- 最寄駅：かみのやま温泉駅 - 約12km
  - かみのやま温泉駅から無料シャトルバスが運行されている。
- 駐車場：500台収容（無料）。